# Turistická značená trasa 4237
 Turistická značená trasa 4237 je 8,5 km dlouhá zeleně značená trasa Klubu českých turistů v okrese Rychnov nad Kněžnou spojující Vamberk s Liticemi nad Orlicí. Její převažující směr je jihovýchodní. Závěr trasy se nachází na území Přírodního parku Orlice.

## Průběh trasy
Turistická trasa 4237 má svůj počátek ve Vamberku v blízkosti železniční stanice. Z počátku vede v souběhu s modře značenou trasou 1848 spojující Kostelec nad Orlicí s hřebenem Orlických hor, který končí na Husově náměstí. Za ním následuje souběh se žlutě značenou trasou 7269 vedoucí k Chatě na Vyhlídce východně od města, který končí na náměstí dr. Lutzova. Trasa 4237 stoupá přes Merklovice do zalesněného svahu Chlumu a mezi rozcestími Na Merklovicemi a Liščí doly vede po jeho úbočí v souběhu s červeně značenou trasou 0418 vedoucí z údolí Zdobnice do Potštejna. Po jeho opuštění stoupá na hřeben na rozcestí se žlutě značenou trasou 7267 k Ivanskému jezeru. Od něj klesá do Litic nad Orlicí, kde u místního nádraží končí. V závěru vede v krátkém souběhu s červeně značenou Turistická značená trasa 0419 z Potštejna do Letohradu nazvanou Cesta Jiřího Stanislava Gutha-Jarkovského. Navázat lze na modře značenou trasou 1854 do Žamberka.

## Turistické zajímavosti na trase
- Kostel svatého Prokopa ve Vamberku
- Muzeum krajky ve Vamberku
- Buk na náměstí Dr. Lutzowa
- Vyhlídkové místo nad Merklovicemi
- Hrad Litice
- Přírodní památka Hradní kopec Litice